# Raión de Dashkasan
Dashkasan (en azerí: Daşkəsən) es uno de los cincuenta y nueve rayones en los que subdivide políticamente la República de Azerbaiyán. La capital es la ciudad homónima.

## Territorio y población
Comprende una superficie de 1047 kilómetros cuadrados, con una población de 30 418 personas y una densidad poblacional de 29,1 habitantes por kilómetro cuadrado.

## Economía
La actividad principal es la agricultura. Se destacan las producciones de maíz y patatas, y las explotaciones ganaderas. Por otra parte la minería. Hay depósitos de mineral de hierro, cobalto y cobre. Además, hay depósitos de mármol desmantelado.

## Transporte
En cuanto a transporte hay un enlace ferroviario entre la ciudad capital y Gəncə cerca de la aldea Qushchu en este rayón. Hay vías ferroviarias que son empleadas para transportar mineral. Además, hay una línea de colectivos que une las ciudades Daşkəsən y Gəncə.